# Spoorlijn 3 (Polen)
Spoorlijn 3 is een spoorlijn in Polen. De spoorlijn heeft een lengte van 475 km en loopt van de Duitse grens bij Frankfurt aan de Oder tot station Warszawa Zachodnia in Warschau. Het is een van de belangrijkste lijnen in Polen en vormt onderdeel van de verbinding Berlijn - Moskou. 

## Traject
- 3,082 Warszawa Zachodnia
- 6,804 Warszawa Włochy
- 9,094 Warszawa Ursus Północny
- 10,719 Warszawa Gołąbki
- 15,384 Ożarów Mazowiecki
- 21,369 Płochocin Polmos
- 21,978 Płochocin
- 28,684 Błonie
- 31,118 Witanów
- 34,318 Boża Wola
- 38,534 Seroki
- 41,942 Teresin Niepokalanów
- 47,008 Piasecznica
- 54,315 Sochaczew
- 58,725 Kornelin
- 62,781 Leonów
- 65,157 Kęszyce
- 67,470 station Jasionna Łowicka
- 72,327 Bednary
- 75,623 Mysłaków
- 76,893 Arkadia
- 78,870 Łowicz Główny ŁG1
- 80,649 Łowicz Główny
- 86,938 Niedźwiada Łowicka
- 93,380 Jackowice
- 99,700 Zosinów
- 107,106 Żychlin
- 115,866 station Złotniki Kutnowskie
- 120,610 Stara Wieś
- 122,050 Sklęczki
- 125,903 Kutno
- 134,591 Azory
- 134,591 station Nowe Kutnowskie
- 138,780 Krzewie
- 148,264 Turzynów
- 157,620 Kłodawa
- 163,832 Zamków
- 166,107 Barłogi
- 175,657 Koło
- 182,203 station Budki Nowe
- 187,834 Kramsk
- 204,496 Konin
- 206,557 station Konin Zachód
- 211,636 Kawnice
- 216,161 Spławie
- 221,612 Cienin Kościelny
- 224,497 Cienin
- 232,800 Słupca
- 236,869 Strzałkowo
- 240,819 Wólka
- 245,213 Otoczna
- 248,407 Gutowo Wielkopolskie
- 253,293 Sokołowo Wrzesińskie
- 262,729 Podstolice
- 268,403 Nekla
- 274,380 Gułtowy
- 281,277 Kostrzyn Wielkopolski
- 285,826 Paczkowo
- 291,618 Swarzędz
- 294,112 Poznań Antoninek
- 298,997 Poznań Wschód
- 301,577 Poznań Garbary
- 304,656 Poznań Główny
- 309,197 Poznań Górczyn
- 311,502 Poznań Junikowo
- 312,209 Rudnicze
- 318,278 Palędzie
- 323,501 Dopiewo
- 329,408 Otusz
- 334,137 Buk
- 338,585 Wojnowice Wielkopolskie
- 343,376 Opalenica
- 351,149 Porażyn
- 356,784 Sątopy
- 362,041 Nowy Tomyśl
- 366,964 Jastrzębsko
- 371,895 Chrośnica
- 379,335 Zbąszyń
- 382,754 Chlastawa
- 385,628 Zbąszynek
- 387,742 Dąbrówka Zbąska
- 396,495 Szczaniec
- 402,084 Kupienino
- 407,344 Świebodzin
- 412,489 Wilkowo Świebodzińskie
- 417,822 Mostki
- 427,562 Toporów
- 434,253 Drzewce
- 443,423 Torzym
- 451,135 Boczów
- 460,781 Rzepin
- 472,936 Kunowice
- 475,925 Słubice
- 478,098 grens
- naar Frankfurt (Oder)